# Schimkó János
Rev. Schimkó János, Simkó János, John P. Schimko (Poprád, 1881. szeptember 11. – Betlehem, Pennsylvania, USA, 1918. június 20.) amerikai magyar katolikus pap.

## Életrajza
Hittudományi tanulmányait a Szepeshelyen található szemináriumban végezte. Az Egyesült Államokba 1905-ben érkezett, ahol a Clevelandi egyházmegye szolgálatára 1906. február 3-án John Frederick Ignatius Horstmann püspök szentelte fel. 
Papi szolgálatát Fairport településen kezdte el, ahol 1906. február 15. és 1908. szeptember 19. között volt lelkész. 1908. szeptemberétől toledói Szent István-egyházközség plébánosa 1911-ig. A Toledói egyházmegye létrejöttekor inkardinálódik az új egyházmegyébe. Toledóba érkezése abban az időben volt, amikor az ottani első templomot tűz pusztította el. Fő feladata az egyházközség sorainak rendezése és az új templom építésének előkészítése volt. 1911. december 21-től 1913. október 8-ig a passaici Szent István római katolikus magyar templom plébánosa. 
1913. október 15-től haláláig a pennsylvaniai Betlehemben a Kapisztrán Szent János-egyházközség plébánosa. Nyugodt, korrekt viselkedésével a kettészakadt egyházközséget (a Vendvidékről származó magyarok kiváltak az egyházközségből, a viták hatására a templomot egy időre az akkori püspök be is záratta) sikerült egyesíteni. 1918 elejétől már súlyosan beteg, először kisegítő lelkészt kapott maga mellé, majd márciustól plébánosi jogköreit egy adminisztrátor gyakorolta.  
1918. június 20-án halt meg, 35 évesen. Betlehem, PA-ban nyugszik a Holy Saviour Cemeteryben. Sírkövén tévesen 1883. szerepel mint születési dátum.